# Barreiras
Barreiras – miasto i gmina w Brazylii, w stanie Bahia. Znajduje się w mezoregionie Extremo Oeste Baiano i mikroregionie Barreiras.
W mieście rozwinął się przemysł spożywczy oraz bawełniany.